# Villargondran
Villargondran település Franciaországban, Savoie megyében. Lakosainak száma 804 fő (2022. január 1.). Villargondran Albiez-le-Jeune, Montricher-Albanne, Saint-Jean-de-Maurienne, Saint-Julien-Mont-Denis és La Tour-en-Maurienne községekkel határos.

## Népesség
A település népessége az elmúlt években az alábbi módon változott:
| Lakosok száma | 913  | 873  | 894  | 862  | 857  | 853  | 834  | 819  | 804  |
|               | 2013 | 2015 | 2016 | 2017 | 2018 | 2019 | 2020 | 2021 | 2022 |